# Soulèvement nationaliste des 17 et 18 juillet 1936 en Espagne
 (décembre 2020).
Si vous disposez d'ouvrages ou d'articles de référence ou si vous connaissez des sites web de qualité traitant du thème abordé ici, merci de compléter l'article en donnant les références utiles à sa vérifiabilité et en les liant à la section « Notes et références ».
Guerre d'Espagne
Le soulèvement nationaliste des 17 et 18 juillet 1936 en Espagne est une tentative de coup d'État militaire dirigé contre le gouvernement de la Seconde République espagnole. Le semi-échec (les nationalistes prennent le contrôle d'une partie seulement de l'Espagne) de cette tentative fut à l'origine du déclenchement de la guerre civile espagnole, se soldant par la défaite finale de la République le 1er avril 1939 et débouchant sur l'établissement de la dictature franquiste, qui dura jusqu'en 1975.

## Climat politique et social à la veille du coup d'État

### La radicalisation des positions
Depuis 1931 et l'avènement de la république, l'Espagne connaît une situation de violence et d’extrémisme politique. L'arrivée de la CEDA au pouvoir, en 1934, a donné lieu à un regain de violence politique, lors de l'éclatement de la révolution de 1934, puis de sa répression.
La victoire du Frente Popular, le 16 février 1936, provoque une polarisation encore plus importante de la société. Les organisations révolutionnaires qui ont part au Front populaire — le Parti socialiste ouvrier espagnol (PSOE), l'Unión General de Trabajadores (UGT), le Parti communiste d'Espagne (PCE), la Confédération Nationale du Travail (CNT) et le Parti ouvrier d'unification marxiste (POUM) — se lancent dans des campagnes de mobilisation des masses : grèves générales, grèves, protestations, occupations de terres, incendies d'églises, dans une ambiance clairement pré-révolutionnaire.
Des groupes révolutionnaires et contre-révolutionnaires s'affrontent de plus en plus ouvertement, créant une spirale de violence basée sur l'alternance action-réaction. Les groupes les plus extrémistes se développent sur le mécontentement des partisans des deux camps : la Phalange espagnole reçoit les déçus de la CEDA, le PCE ceux du PSOE. Quant à l'État républicain, il est rejeté à la fois par les forces conservatrices (Église, armée, oligarchie), qui le jugent impuissant à maintenir l'unité de la nation, et par les forces populaires, qui ne voient en lui que le dernier avatar d'un État oppressif. Ainsi, la presse de droite alimente la panique en rapportant les discours martiaux de José María Gil-Robles et José Calvo Sotelo, et la presse de gauche félicite Largo Caballero à chacune de ses proclamations guerrières.
Dans cette ambiance délétère que connaît l'Espagne au printemps 1936, les classes supérieures de la société craignent de plus en plus que se déchaîne une vague de violence « athée » et « révolutionnaire ». Cette peur s'accroit régulièrement avec la montée des actes violents et est renforcée par les discours extrémistes de chaque bord, communistes et phalangistes.

### La montée du mécontentement militaire
Au moment de la victoire du Frente popular, plusieurs officiers monarchistes ou conservateurs commencent à préparer un soulèvement militaire. Le but de ces putschistes est de renverser non vraiment la République mais surtout le gouvernement du Frente popular pour le remplacer par un gouvernement conservateur favorable à leurs idées.
Au ministère de la Guerre, le général Carlos Masquelet décide de laisser ses collègues Villegas, Saliquet, Losada, Gonzalez Carrasco, Joaquín Fanjul, Luis Orgaz Yoldi et José Enrique Varela sans affectation et déplace Manuel Goded, Francisco Franco et Emilio Mola vers des postes moins importants. Cependant, la réaction ne se fait pas attendre. La première réunion des conjurés a bien lieu le 8 mars 1936, au domicile madrilène de Delgado Barreto, ancien collaborateur de Primo de Rivera. Ils décident d'un soulèvement le 20 avril et se séparent après avoir laissé la préparation entre les mains d'une junte présidée par Rodriguez del Barrio. Toutefois, le gouvernement découvre la conspiration et Rodriguez del Barrio, gravement malade, fait marche arrière.

## Préparation du coup d'État

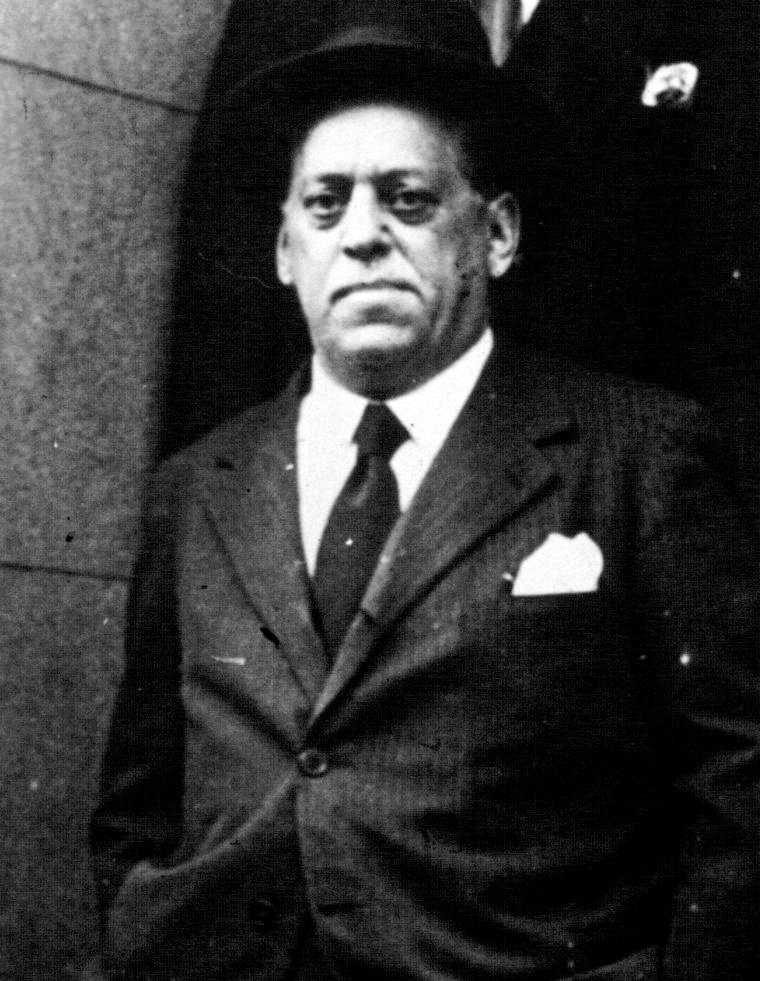
José Sanjurjo.

### Ralliement des putschistes
Emilio Mola prend alors en charge la préparation du putsch et, n'étant que général de brigade, s'appuie sur l'autorité du lieutenant-général José Sanjurjo, alors exilé au Portugal. Sous le pseudonyme de Director, le général Mola étend son réseau dans les garnisons avec l'aide de l'Union militaire espagnole (UME), une société militaire. La conspiration réussit à rallier non seulement des militaires mécontents et ennemis du régime, comme José Sanjurjo, Manuel Goded et Joaquín Fanjul mais aussi une paire de généraux républicains : Gonzalo Queipo de Llano, irrité parce que son ami Niceto Alcalá Zamora vient d'être destitué de la présidence de la République, et Miguel Cabanellas, avec lequel il avait évolué vers le « lerrouxisme ».
En revanche, Mola ne parvient pas d'abord à convaincre Franco. Pour le faire céder, Ángel Herrera y Oria convainc Joan March Ordinas, un financier espagnol, de déposer 500 000 pesetas à son nom dans une banque française. Il finance aussi la location d'un avion britannique (Dragon Rapide) piloté par un mercenaire, le capitaine Bebb, que Luis Bolín, correspondant d'ABC à Londres, fait envoyer aux îles Canaries par ordre de l'éditeur du journal ABC, Juan Ignacio Luca de Tena. Dans l'hypothèse du ralliement de Franco à la conspiration, l'appareil doit servir à le transporter au Maroc pour remplacer le général Agustín Gómez Morato, considéré comme loyal à la République.
Les conjurés planifient le déclenchement du coup d'État à la mi-juillet, entre le 10 et le 20 juillet. Ils ont effectivement besoin de temps afin d'obtenir l'appui de l'ensemble des phalangistes et des mouvements conservateurs et catholiques, en particulier les carlistes, qui souhaitent encore un retour de la monarchie. Le coup d'État doit être placé sous la direction de Sanjurjo. C'est bien Mola qui reste toutefois en position de force : muté dans une région parmi les plus antirépublicaines d'Espagne, il peut comploter à loisir. Le 5 juin 1936, il élabore même un premier projet politique fondé sur la disparition de la république.
Le 12 juillet, plusieurs officiers putschistes prêtent serment à Ketama (Maroc) à l'appel du Llano Amarillo, qui précisait les détails du coup d'État.

### L'assassinat de Calvo Sotelo, détonateur de la crise
Le même jour, le lieutenant des Gardes d'assaut José del Castillo est abattu par des tueurs d'extrême-droite, carlistes ou phalangistes selon les interprétations. Ce militant de gauche, membre de l'Union militaire républicaine antifasciste (es) (UMRA) et instructeur des milices de la Jeunesse socialiste, était notamment connu pour avoir refusé d'intervenir contre les révolutionnaires en 1934. Il était également considéré comme responsable de la mort d'Andrés Sáenz de Heredia, cousin de José Antonio Primo de Rivera du côté de sa mère. À tous ces titres, il était en deuxième position sur la liste noire recensant les officiers pro-républicains, rédigée par l'association militaire clandestine conservatrice Union militaire espagnole (UME) : le numéro 1, le capitaine Carlos Faraudo (es), avait déjà été assassiné le 9 mai.
Aux premières heures du lendemain, le 13 juillet, un groupe de gardes d'assaut sort avec un véhicule du gouvernement dans les rues de Madrid afin de venger l'assassinat de Castillo. Ils cherchent tout d'abord Antonio Goicoechea et Gil-Robles, mais ne les trouvant pas, ils s'emparent de Calvo Sotelo et le tuent.
L'acte est aussitôt condamné par le gouvernement, qui arrête immédiatement quinze officiers des gardes d'assaut, mais les doutes d'implication du gouvernement dans l'assassinat ne sont pas dissipés par le débat parlementaire qui suit. La situation finit de convaincre les putschistes de la nécessité de prendre le pouvoir par la force à un gouvernement qui est à leurs yeux incapable, voire criminel par son inaction. Les conspirateurs se saisissent de l'occasion pour déclencher le coup d'État projeté de longue date, et les derniers officiers encore indécis, tels que Franco, rejoignent le mouvement.

## Déroulement du coup d'État

### Violence du coup d'État
Finalement, la date de l'insurrection est fixée au 17 juillet 1936 au Maroc et au 18 juillet pour le reste de l'Espagne. Le général Mola prévoit une action extrêmement rapide et violente. Cette stratégie est justifiée à ses yeux par la nécessité de renverser rapidement les autorités républicaines et les dirigeants politiques et syndicaux mais aussi de convaincre les officiers trop peu fidèles au coup d'État :
Effectivement, dès les premières heures du coup d'État, les opposants subissent une féroce répression, en particulier les militaires qui manifestent encore leur soutien loyal au gouvernement en place ou montrent des doutes, sans exception pour les liens d'amitié ou de famille. Ainsi, des officiers loyaux sont jugés par des conseils de guerre et condamnés pour rébellion.

### Événements
Le coup d'État débute comme prévu le 17 juillet au Maroc espagnol, où Franco prend le commandement des troupes après qu'il est arrivé en avion des îles Canaries via le Maroc français. Il en profite d'ailleurs pour mettre sa femme et sa fille en lieu sûr à Casablanca. Le putsch touche l'ensemble de la métropole dès le lendemain. Ensuite, malgré l'absence de véritable coordination nationale, le coup d'État suit partout un schéma similaire :
- insurrection ;
- détention et exécution des officiers opposés au soulèvement et des indécis ;
- adhésion des milices phalangistes ou carlistes là où elles existaient ;
- prise de contrôle des rues et des points stratégiques ;
- incursions dans les quartiers ouvriers et assassinat des maires, gouverneurs civils, fonctionnaires et chefs de file ouvriers et politiques de gauche.

Quand le soulèvement éclate, le gouvernement républicain se trouve paralysé. Ses premiers communiqués, au bout de vingt-quatre heures, se veulent rassurants, le gouvernement reconnaissant seulement qu'une partie de l'armée s'est soulevée au Maroc, refusant de donner des armes aux travailleurs qui en réclament et menaçant de faire fusiller ceux qui leur en fourniraient. À Séville, des travailleurs désarmés tentent en vain de s'opposer au soulèvement, dirigé par Queipo de Llano.
En revanche, le gouvernement républicain tente une conciliation avec les militaires. Le président Manuel Azaña propose la mise en place d'un gouvernement de compromis à la place du Frente popular : le 18 juillet, il nomme Diego Martínez Barrio chef du gouvernement. Dans la nuit du 18 au 19 juillet, à deux heures du matin, ce dernier appelle au téléphone le général Mola en vue d'un compromis bien que ni du côté nationaliste avec Mola, ni du côté républicain avec Francisco Largo Caballero, on n'en veut véritablement. Le lendemain de sa nomination, Martinez Barrio démissionne, remplacé par José Giral.

## Situation au 20 juillet 1936

Division de l'Espagne au 20 juillet 1936 (zone rose : zone républicaine loyaliste. Zone jaune : zone soulevée).

Quelques jours après le début du soulèvement, l’Armée se trouve divisée en deux camps pratiquement équilibrés, avec un léger avantage pour les insurgés : parmi les plus de 18 000 officiers et cadets, environ 8 900 sont dans des zones contrôlées par le camp républicain contre environ 9 300 dans la zone « nationaliste ».
S'il n'existe pas de date officielle pour la fin du coup d'État en lui-même, la date du 20 juillet est communément retenue comme celle qui marque la fin de la phase du soulèvement et le début de la guerre civile proprement dite.
À ce moment, les rebelles contrôlaient approximativement un tiers du territoire :
- pratiquement toute la Galice ;
- le León ;
- la Vieille-Castille, sauf la province de Santander ;
- la province d'Alava ;
- la Navarre ;
- la moitié occidentale de l'Aragon (et ses trois capitales provinciales) ;
- le nord de la province de Cáceres ;
- les îles Canaries, sauf La Palma ;
- les îles Baléares, sauf Minorque ;
- Ceuta, Melilla et les territoires coloniaux espagnols, sauf la Guinée espagnole ;
- les villes d'Oviedo, Grenade, Cordoue, Cadix et Séville.

Ces zones sont de grandes régions agricoles, mais la plupart des régions industrielles et des grandes villes, comme Madrid, Barcelone, Valence et Bilbao, échappent aux rebelles.
À Barcelone, depuis le 17 juillet, les militants de la CNT ont commencé à s'armer dans les arsenaux et les chantiers navals. Leur détermination fait basculer de leur côté la Garde civile et la Garde d'assaut et oblige les militaires à capituler. Quand le gouvernement décide de donner des armes à la population, celle-ci est de fait déjà armée. À Madrid, des armes sont finalement distribuées aux ouvriers mais dépourvues de culasses. La population lance cependant un assaut, le 20 juillet, contre la caserne de la Montaña et s'en empare.
Le 20 juillet 1936, le coup d'État a partiellement échoué, et aucun des deux camps n'entend céder à l'autre. Le même jour, le général Sanjurjo, opposé à Franco, meurt dans un accident d'avion près de Lisbonne. L'Espagne, coupée en deux, entre dans une meurtrière guerre civile de trois ans.